# Gmina zbiorowa Meinersen
Gmina zbiorowa Meinersen (niem. Samtgemeinde Meinersen) – gmina zbiorowa położona w niemieckim kraju związkowym Dolna Saksonia, w powiecie Gifhorn. Siedziba administracji gminy zbiorowej znajduje się w miejscowości Meinersen.

## Podział administracyjny
Do gminy zbiorowej Meinersen należą cztery gminy:
1. Hillerse
2. Leiferde
3. Meinersen
4. Müden (Aller)